# Parc zoologique de Tachkent

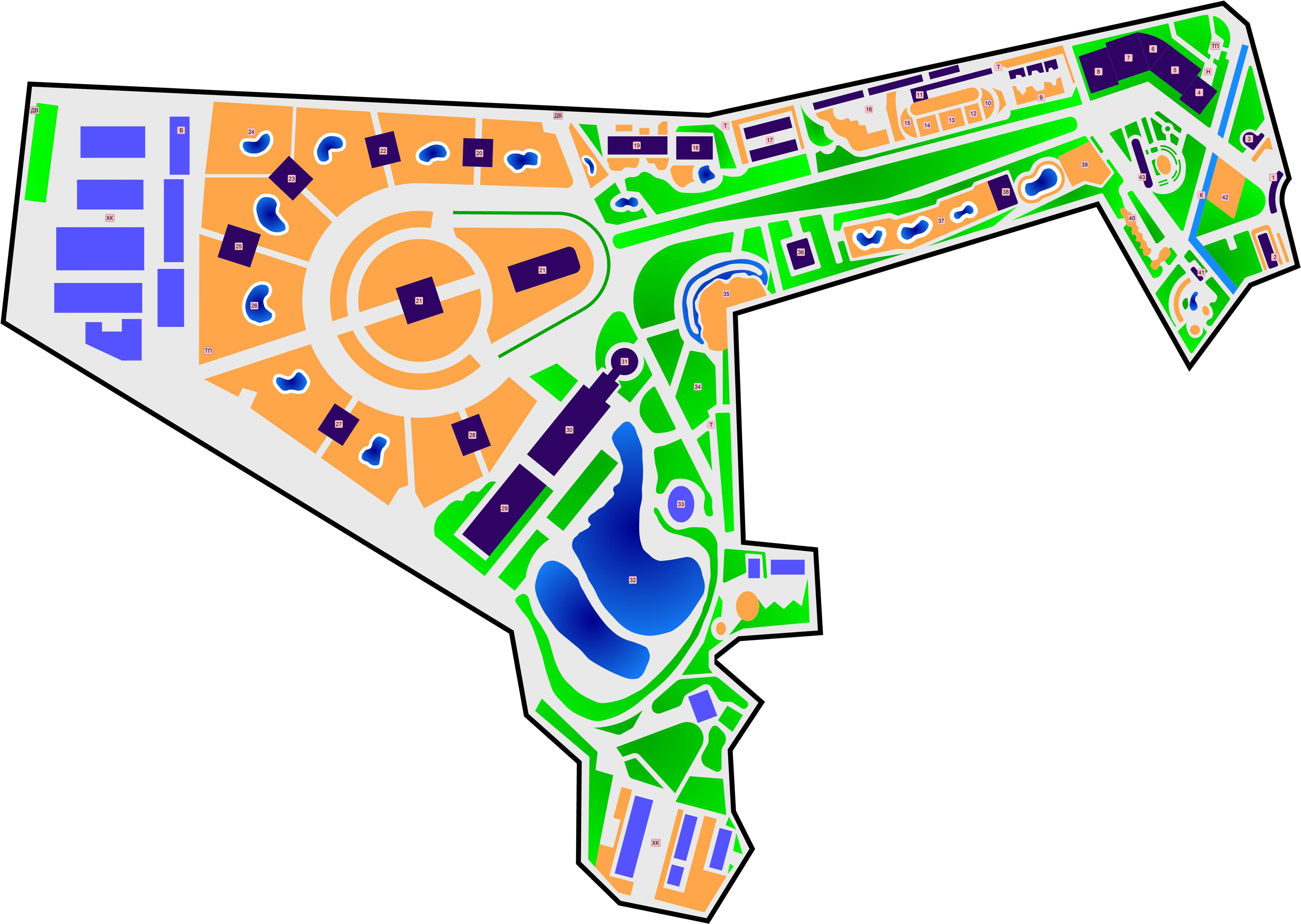
Plan du zoo de Tachkent.

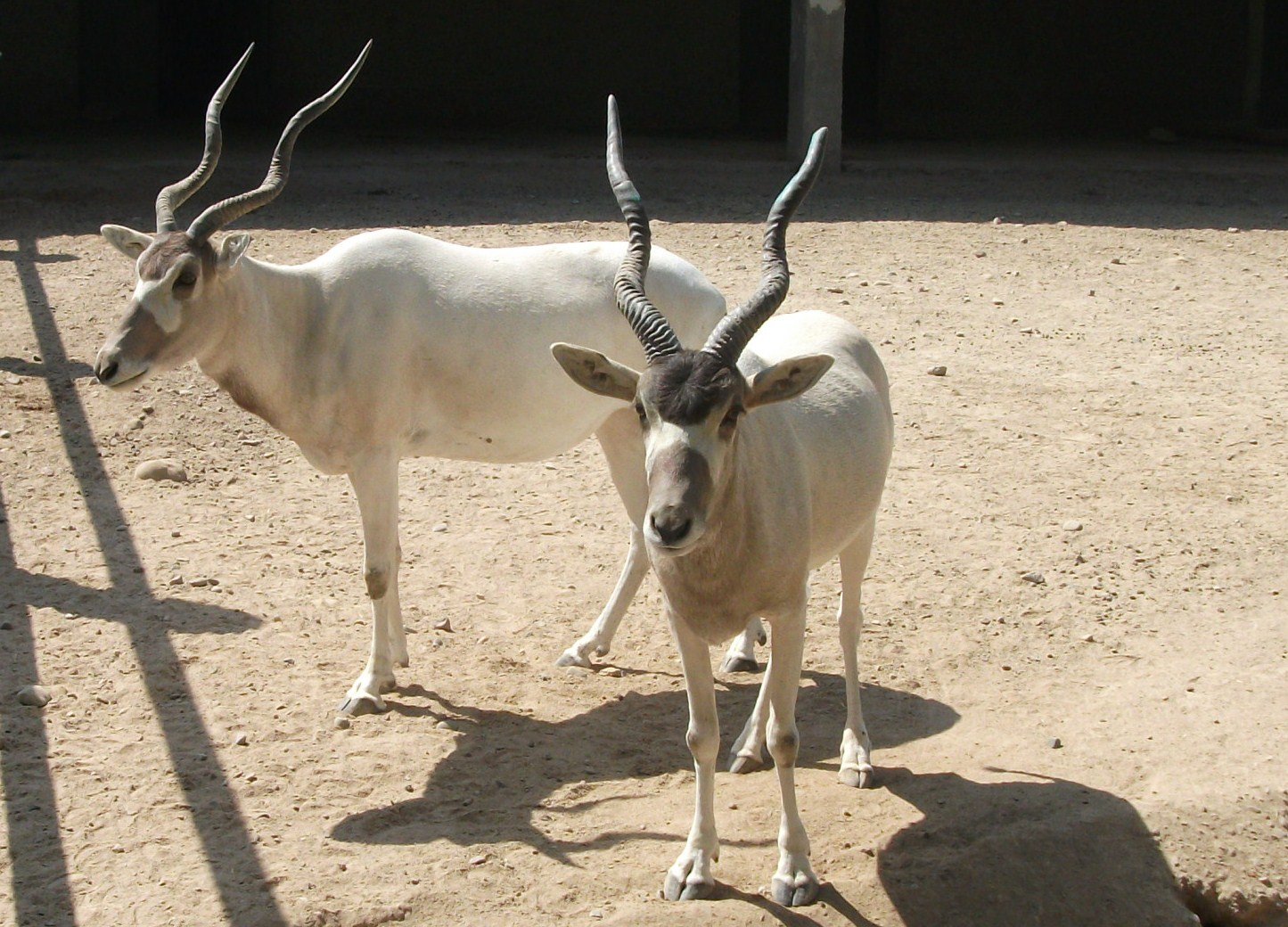
Couple dAddax nasomaculatus du zoo de Tachkent.

Le parc zoologique de Tachkent se trouve à Tachkent, capitale de l'Ouzbékistan. Le zoo couvre aujourd'hui 22,7 hectares. Il a été fondé en 1924 dans le parc de l'ancienne résidence secondaire du gouverneur du Turkestan russe, où se trouvait autrefois une petite ménagerie de 3 hectares.
À la fin des années 1940, le zoo abritait plus de deux cents espèces d'animaux.
C'est en 1994, que les autorités du pays décident de la construction d'un nouveau parc zoologique à l'emplacement d'un quart du territoire du jardin botanique. Il est inauguré en 1997. Il accueille aujourd'hui plus de trois mille animaux dont 415 sortes d'oiseaux.
Le parc zoologique de Tachkent est inscrit depuis 1998 à la liste de l'Association régionale eurasiatique des parcs zoologiques et aquariums (EVRAZA).